# Red Café
Jermaine Denny, mer känd under artistnamnet Red Café, född 19 september 1976 i Flatbush, Brooklyn, New York, är en amerikansk rappare. 
Han har haft skivkontrakt med Akons Konvict Muzik, Diddys Bad Boy Records och Ciroc Entertainment och DJ Clues Desert Storm.
Hans föräldrar har afro-guyanskt påbrå.